# 감비아의 행정 구역

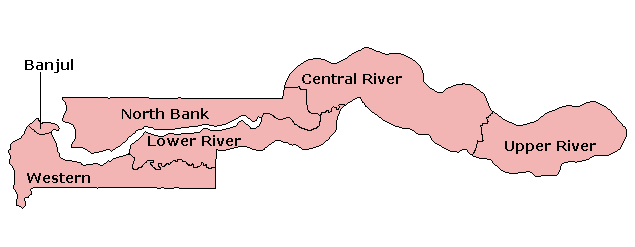

감비아는 1개 시와 5개 구로 구성되어 있다.

## 목록
- 반줄 (Banjul)
- 어퍼리버구 (Upper River)
- 센트럴리버구 (Central River)
- 로어리버구 (Lower River)
- 노스뱅크구 (North Bank)
- 웨스트코스트구 (West Coast)